# Muhammed Said Abdulla
Muhammed Said Abdulla (* 25. April 1918 in Makunduchi, Sansibar; † März 1991) war ein tansanischer Schriftsteller. Er gilt als „Vater der populären Swahili-Literatur.“

## Leben
Nach Abschluss seiner Schulausbildung 1938 arbeitete Abdulla als Inspektor bei der kolonialen Gesundheitsbehörde. Nach zehn Jahren entschied er sich, eine Laufbahn als Journalist einzuschlagen. 1948 wurde er Herausgeber der Zeitung Zanzibari und war die nächsten zehn Jahre zusätzlich als stellvertretender Chefredakteur bei Al Falaq, Al Mahda und Afrika Kwetu angestellt. 1958 wurde er Verleger beim Agrarmagazin Mkulima, wo er bis zu seiner Pensionierung 1968 tätig war.
Zeitgleich mit Abdullas Wechsel zu Mkulima setzte sein Erfolg als Romanautor ein. Sein Werk Mzimu wa Watu wa Kale („Der Geisterwald der Ahnen“) gewann 1957/58 den ersten Preis bei einem Swahili-Schreibwettbewerb, der vom East African Literature Bureau veranstaltet wurde. Der Roman wurde 1966 veröffentlicht. In diesem Buch tauchen erstmals Abdullas Detektiv-Hauptfigur Bwana Msa – der lose an Sherlock Holmes von Sir Arthur Conan Doyle erinnert – und weitere Charaktere auf, die in vielen seiner nachfolgenden Romane vorkommen, wie in Kisima cha Giningi (1968; „Der Brunnen von Giningi“, ebenfalls preisgekrönt), Duniani Kuna Watu (1973; „In der Welt gibt es Menschen“), Siri ya Sifuri (1974; „Das Geheimnis der Null“), Mke Mmoja Waume Watatu (1975; „Eine Frau, drei Ehemänner“) und Mwana wa Yungi Hulewa (1976; „Das Kind des Teufels wird erwachsen“).
Mit jedem neuen Titel nahmen Komplexität und Handlungsreichtum in Abdullas Romanen weiter zu. Seine Verwendung der Sprache Swahili wurde in ganz Ostafrika bewundert. Seine Werke, die mehrmals aufgelegt wurden, fanden weithin als Schullektüre Verwendung. Charakteristisch für seine Romane ist, dass die Hauptfigur mit rationalem Verstand gegen ein Geflecht aus Unwissenheit und Aberglauben antritt.

## Werke

### Deutschsprachige Ausgaben
- Der Geisterwald der Ahnen, Hörbuch, übersetzt und gelesen von Guido Korzonnek, Kalamu Verlag, Berlin, 2010, 3 CDs, 193 Min. ISBN 978-3-942204-00-2
- Der Brunnen von Giningi, Hörbuch, übersetzt und gelesen von Guido Korzonnek, Kalamu Verlag, Berlin 2012, 3 CDs, 208 Min. ISBN 978-3-942204-01-9